# 458 Hercynia
458 Hercynia è un asteroide della fascia principale del sistema solare del diametro medio di circa 38,75 km. Scoperto nel 1900, presenta un'orbita caratterizzata da un semiasse maggiore pari a 2,9972111 UA e da un'eccentricità di 0,2413455, inclinata di 12,62146° rispetto all'eclittica.
Il suo nome è dedicato alla Selva Ercinia, che in epoca romana copriva gran parte dell'odierna Germania ed Europa centro-settentrionale, oltre il limes renano e danubiano.